# وثيقة دمشق
وثيقة دمشق هي نص عبري قديم عُثر عليه في جنيزة القاهرة وفي مخطوطات البحر الميت. يعتبر من الوثائق الأساسية لدى مجتمع قمران اليهودي القديم. لم يتبق من نص الوثيقة نسخة كاملة، لذا كانت هناك محاولات لإعادة بناء النص الأصلي من الأجزاء المختلفة. يبدو أن النسخة القروسطية القاهرية المُنقّحة كانت أقصر من نسخة قمران، مع اختلافات بسيطة. ولا يُعرف الترتيب الصحيح للأجزاء المكتشة في قمران.
النص الأساسي لوثيقة دمشق هو عبارة عن مجموعة من الشرائع الطائفية المقرونة بمعلومات تاريخية حول الطائفة، واستُخدم فيها نفس أسماء الشخصيات المستخدمة في التفاسير الخاصة بالجماعة. ونظرًا لسماح الشرائع للمرأة بالزواج وامتلاك ملكيتها الخاصة، يرى معظم العلماء أنها الوثيقة وُضعت لتحديد أنماط حياة الإسينيين الذين عاشوا في منفصلين في مخيمات، ولم ينضموا إلى مجتمع قمران. سمح النص المُنقّح بأعطاء عهد الجماعة إلى جميع اليهود الإسرائيليين الذين يقبلون الهالاخاه الخاصة بالطائفة، بينما أدان الآخرين باعتبارهم "أشرار يهوذا" الذين سيوجّه الله ضدهم «غضبًا عظيمًا بلهيب نار بأيدي كل ملائكة الدمار ضد كل الأشخاص الذين حادوا عن الطريق». ويقول النص أن أولئك الذين تركوا العهد الحقيقي "لن يعيشوا".

## الملاحظات

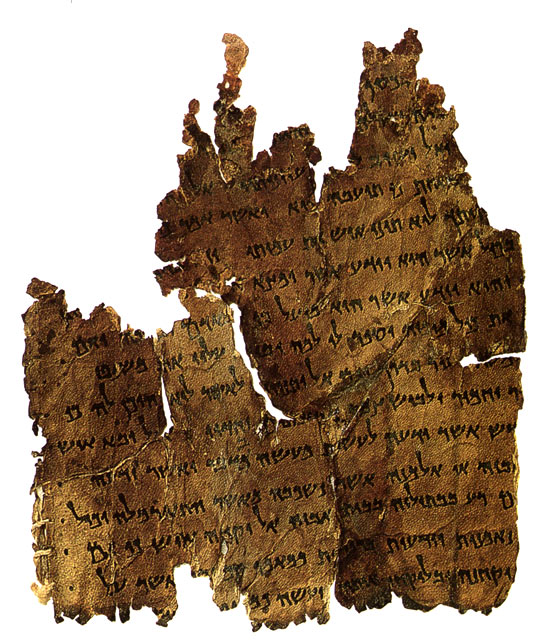
مخطوطة وثيقة دمشق 4Q271D^{f}، اكتُشفت في الكهف 4 في خربة قمران.

1. ↑  تُعرف بأسماء أخرى مثل: عهد دمشق،[1] وسفر عهد دمشق،[2] وقصاصات الصدوقيين،[1] ووثيقة دمشق القاهرية.[3] يُرمز لنسخة القاهرة المُنقّحة بالرمز CD ولنسخة قمران QD.[4]

## وصلات خارجية
- Full text of the Damascus Document